# Пјан ди Венола (Болоња)
Пјан ди Венола (итал. Pian di Venola) је насеље у Италији у округу Болоња, региону Емилија-Ромања.
Према процени из 2011. у насељу је живело 953 становника. Насеље се налази на надморској висини од 150 м.